# زيغراييفو (بورياتيا)
زيغراييفو (بالروسية: Заиграево) هي مدينة في جمهورية بورياتيا في روسيا.
يبلغ عدد سكانها حوالي 5389   نسمة.